# Toni Ribas
Toni J.J. Ribas (13 de junho de 1975) é um ator e diretor de filmes pornográficos espanhol. Ele foi casado com a atriz pornográfica Sophie Evans, de quem se divorciou em meados de 2005. Toni Ribas tem aparecido em vários filmes com a sua ex-mulher, incluindo, Eternal Ecstasy, Heaven on Earth, Private Gladiator e Forbidden Ebony Massage, que também contou com Alex Clarke. Toni começou no pornô em 1996 com Show girls em Madrid com Nina Hartley, Hakan Serbes e Nacho Guevara.
Ele começou a dirigir filmes em 2001, com Hardcore Innocence 1, uma série que continuou a dirigir até Hardcore Innocence 9 em 2003. Em 2007, ele era creditado como diretor de mais de 50 filmes adultos. Ele trabalhou com outros atores espanhóis, incluindo Andrea Moranty e Ramon Nomar.
Em 2010, ele foi introduzido no Hall da Fama da AVN.

## Prêmios
| Ano  | Prêmio                | Categoria                            | Filme                   |                                                                    |
| ---- | --------------------- | ------------------------------------ | ----------------------- | ------------------------------------------------------------------ |
| 2001 | FICEB Ninfa           | Ninfa from the public for Best Actor |                         | [ 3 ]                                                              |
| 2001 | FICEB Ninfa; indicado | Best Spanish Actor                   | Gothix                  | [ 3 ]                                                              |
| 2001 | FICEB Ninfa; indicado | Best Supporting Actor                | Secret Paris            | [ 3 ]                                                              |
| 2001 | Venus Award           | Best Actor - Europe                  |                         | [carece de fontes?]                                                |
| 2002 | Venus Award           | Best Actor - Europe                  |                         | [carece de fontes?]                                                |
| 2003 | AVN Award; indicado   | Male Foreign Performer of the Year   |                         | [ 4 ]                                                              |
| 2003 | AVN Award; indicado   | Best Director - Foreign Release      | Exxxplosion!!!          | [ 4 ]                                                              |
| 2003 | AVN Award; indicado   | Best Actor - Video                   | The Private Gladiator   | [ 4 ]                                                              |
| 2006 | FICEB Ninfa; indicado | Most Original Sex Scene              | Sex Angels 2            | com Sonia Baby                                                     |
| 2007 | FICEB Ninfa           | Best Spanish Film 100% Sex           | Ibiza Sex Party         | [ 6 ]                                                              |
| 2009 | AVN Award; indicado   | Male Foreign Performer of the Year   |                         | [ 7 ]                                                              |
| 2009 | AVN Award; indicado   | Best Threeway Sex Scene              | Slave Dolls 3           | [ 7 ]                                                              |
| 2009 | AVN Award; indicado   | Best Director Foreign Non-Feature    | My Evil Sluts 2         | [ 7 ]                                                              |
| 2010 | AVN Award             | Male Foreign Performer of the Year   |                         | [ 8 ]                                                              |
| 2011 | AVN Award             | Best Double Penetration Sex Scene    | Asa Akira Is Insatiable | com Asa Akira & Erik Everhard                                      |
| 2013 | XBIZ Award            | Foreign Male Performer of the Year   |                         | [ 10 ]                                                             |
| 2013 | XBIZ Award            | Best Scene (Feature Movie)           | Wasteland               | com Lily Carter, Lily LaBeau, Mick Blue, Ramón Nomar & David Perry |